# 아틀레치쿠 미네이루
클루비 아틀레치쿠 미네이루(포르투갈어: Clube Atlético Mineiro, 브라질 포르투갈어 발음: [ˈklubi atˈlɛtʃiku miˈnejɾu])는 보통 아틀레치쿠 미네이루, 아틀레치쿠 또는 구어적으로 갈루(Galo, 발음: [ˈgalu], 수탉)라고 알려져 있는 축구 클럽으로, 브라질미나스제라이스주의 벨루오리존치를 연고로 한다. 브라질 축구 전국 1부 리그에 해당하는 캄페오나투 브라질레이루 세리이 A와 미나스제라이스 주 리그 캄페오나투 미네이루에 소속되어 있다.
미나스제라이스에서 활동하는 가장 오래된 클럽인 아틀레치쿠 미네이루는 22명의 벨루오리존치의 학생들에 의해 1908년 3월 25일 설립되었다. 진보적이고 상류층인 설립자가 있었음에도 불구하고, 아틀레치쿠 미네이루는 "국민 클럽"을 자처하며 모든 사회 계급의 선수들에게 문을 열어주었고, 브라질에서 가장 지지받는 클럽 중 하나가 되었다. 클럽의 마스코트인 수탉은 1930년대에 도입된 이래로 아틀레치쿠와 깊이 관련되어왔다. 수 년동안, galo(포르투갈어로 수탉)라는 단어는 아틀레치쿠의 일반적인 별명이 되었다. 이 팀의 홈 유니폼은 검은색과 흰색의 수직 줄무늬 셔츠, 검은색 반바지와 흰 양말로 구성되어 있다.
아틀레치쿠는 캄페오나토 미네이루에서 47회 우승했다. 국가적인 수준에서 아틀레치쿠는 캄페오나투 브라질레이루에서 2회 우승했고 5회의 준우승을 차지했다. 코파 두 브라지우는 2회, 수페르코파 두 브라지우, 코파 도스 캄페스 에스타두아이스와 코파 도스 캄페스 다 코파 브라지우에서도 각각 1번 우승했다. 코파 리베르타도레스와 레코파 수다메리카나에서 1회, 코파 CONMEBOL에서 2번 우승했다. 또한 아틀레치쿠는 타 대륙 결승전에 3번 참여했다. 이 팀은 역사 전반에 걸쳐서 다른 스포츠 경기에서도 출전했었는데, 그 중 풋살 부문에서 특히 주목을 받았다. 중요한 경기나 많은 관중이 들어차는 경기에서는 클럽 대부분의 역사를 함께 한 미네이랑을 홈으로 사용하지만, 대다수의 홈 경기는 이스타지우 인지펜덴시아에서 치른다. 아틀레치쿠는 크루제이루와 오래된 도시 간 라이벌 구도를 가지고 있는데, 이 두 팀간의 경기는 클라시코 미네이루라고 불린다. 또한 아틀레치쿠는 아메리카 FC와는 지역 내 라이벌 관계, 플라멩구와는 지역 간 라이벌 관계이다. 아틀레치쿠는 2016년에 5억 1550만 헤알 (한화 1,867억 3500만)로 브라질 내에서 8번째로 가치 있는 브랜드였고, 2015년에 2억 4460만 헤알 (한화 886억)의 매출을 올리면서 브라질 내 매출 순위 7위를 차지했다.

## 역사

### 초창기: 1900년대 ~ 1940년대

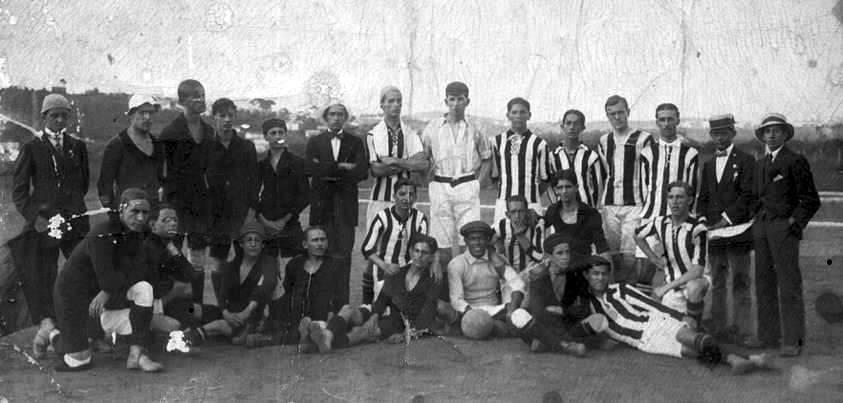
1914년 타사 부에누 브란당에서 우승하며, 아틀레치쿠 미네이루의 첫 우승을 안긴 순간

1908년 3월 25일 벨루오리존치의 22명의 학생들이 모여 새로운 축구단의 창단을 모색하였고, 구단명은 아틀레치쿠 미네이루 FC로 결정되었다. 1909년 3월 21일 SC 푸치보우와 구단 역사상 최초의 공식 경기를 가졌으며, 경기는 아틀레치쿠 미네이루의 3-0 승리로 종료되었다. 1913년 구단명은 클루비 아틀레치쿠 미네이루(CA 미네이루)로 변경되었다. 당해에 구단은 미나스제라이스주의 최초의 축구 대회인 타사 부에누 브란당에서 우승을 차지하였다. 1915년 미나스제라이스 주리그인 캄페오나투 미네이루의 첫번째 시즌에서도 챔피언 자리에 올라섰다.

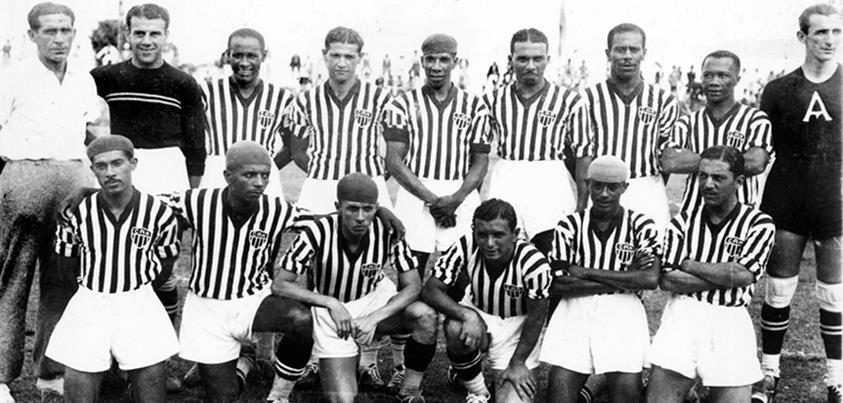
1937년 코파 두스 캄페옹이스 이스타두아이스 우승 당시 선수단

그러나 차후에 진행된 미네이루 리그에서는 아메리카 미네이루가 독식하였고, 1926년이 되어서야 스트라이커 마리우 지 카스트루의 활약하에 타이틀을 쟁취할 수 있었다. 1927년 공격수 사이드와 자이루가 합류하여, 위험한 삼총사(포르투갈어: Trio Maldito)라는 별칭으로 불리기 시작하였다. 이 삼총사들을 앞세워 아틀레치쿠 미네이루는 또다시 주리그 챔피언의 자리에 올라설 수 있게 되었다. 1929년 구단은 역사상 처음으로 해외 팀과 맞붙었으며, 상대는 포르투갈의 비토리아 드 세투발이었다. 장소는 당해에 개장한 아틀레치쿠의 홈 경기장 이스타지우 프레지덴치 안토니우 카를루스였으며, 아틀레치쿠 미네이루는 약 20년 동안 이 경기장을 사용하였다.
아틀레치쿠 미네이루는 1931년과 1932년에 캄페오나투 카리오카의 챔피언이 되었으며, 1933년 프로화를 선언하였다. 1936년에는 다시 한 번 카리오카 챔피언이 되었다. 1937년에는 코파 두스 캄페옹이스 이스타두아이스에서 우승하였고, 이는 구단 최초의 주간(州間)대회 트로피였다. 이후 1938년과 1939년에도 이 대회에서 우승하며, 3년 연속 우승이라는 기록을 세웠다.
1940년대에도 구단의 성공은 지속되었으며, 1941년, 1942년, 1946년, 1947년, 1949년 총 5회의 캄페오나투 카리오카 우승을 기록하였다. 이 시기에는 크루제이루 EC가 구단의 새로운 라이벌로 등장하기도 하였다.

### 미네이랑 시대: 1950년대 ~ 1960년대
1950년대에 아틀레치쿠 미네이루는 새로운 홈 경기장 이스타지우 인지핀덴시아로 이전하였다. 이 시기에 아틀레치쿠 미네이루는 유럽 투어를 떠났고, 5개 국가의 클럽들과 10경기를 가졌다. 당시는 1950년 FIFA 월드컵에서 브라질 축구 국가대표팀이 마라카낭의 비극을 겪은 이후로, 브라질 축구팬들의 상실감이 크던 때였다. 그러나 아틀레치쿠 미네이루는 이 투어에서 브라질과 상반된 추운 날씨를 극복하고 좋은 성적을 거두며, 브라질 축구 팬들의 용기를 북돋았다. 주장 제 두 몬치 외 선수단은 얼음의 챔피언(포르투갈어: Campeões do Gelo)이라 불렸고, 이는 후대에까지 기억되어 구단의 공식 응원가에 남아있다. 1950년대에는 주 리그에서도 성공적인 이력을 지속했으며, 1952년부터 1956년까지 5년 연속 우승이라는 대기록을 달성하였다. 1958년, 1년의 타이틀 공백 이후 곧바로 트로피를 추가로 들어올렸다. 또한 1958년에는 타사 두 브라지우의 첫 시즌에 참가하였으며, 아틀레치쿠 미네이루는 이 대회에서 3차전까지 진출하였다.
1960년대에 아틀레치쿠 미네이루는 캄페오나투 미네이루에서 두 번 우승했으며, 1962년과 1963년에 우승한 것이었다. 1965년 거대한 경기장 미네이랑이 개장하였으며, 이 경기장은 곧장 구단의 홈 경기장으로 등록되었다. 1960년대에는 크루제이루 EC가 주리그 타이틀을 수차례 거두어 가며, 양 팀 간의 라이벌 관계가 격해진 시기이기도 했다.

### 미네이루의 지배자: 1970년대 ~ 1980년대

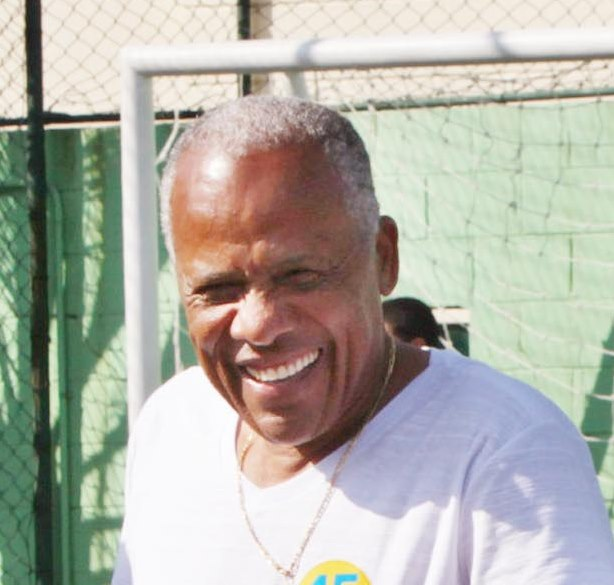
다리우는 1971년 캄페오나투 브라질레이루 세리이 A 우승 당시 최다 득점자였다.

1970년 텔레 산타나가 감독으로 부임하고, 캄페오나투 미네이루에서 크루제이루 EC를 꺾고 우승을 하였다. 1971년 FIFA 월드컵 우승 트로피를 들어올린 브라질 축구 국가대표팀의 공격수 다리우를 앞세운 아틀레치쿠 미네이루는 캄페오나투 브라질레이루 세리이 A에서의 첫 우승을 이루어낼 수 있었다. 이후 1972년 코파 리베르타도레스에도 진출하였으나, 조별 리그에서 탈락하였다. 이 후 4년간 무관의 세월을 보내다, 1976년 세리이 A에서 3위를 기록하는 동시에 캄페오나투 미네이루에서 우승을 차지하였다. 이 시기에 아틀레치쿠 미네이루는 바르바타나 감독의 지도 아래, 유스 선수들이 만개하던 시절이었다. 그 중 대표적인 선수들로는 헤이나우두, 토니뉴 세레주가 있었다. 이들을 필두로 아틀레치쿠 미네이루는 1978년부터 1983년까지 6년 연속 캄페오나투 미네이루 챔피언의 왕좌를 독식하였다. 1978년 코파 리베르타도레스 4강에도 진출하였으며, 같은 해 코파 두스 캄페옹이스 브라질레이루스에서 우승을 차지하기도 하였다.
1980년 세리이 A에서 결승전까지 올라섰으나, 헤이나우두가 2골을 넣고도 퇴장을 당하였고, CR 플라멩구에게 최종적으로 패배하며 준우승에 머물렀다. 구단은 1980년대를 통틀어 전국 리그에서 꾸준히 좋은 성적을 거두었음에도 불구하고, 우승 트로피를 손에 쥐지는 못하였다. 하지만 1985년부터 캄페오나투 미네이루에서 우승 트로피 수집을 재개하였으며, 1986년, 1988년, 1989년에 우승하였다.

### 재정적 위기: 1990년대 ~ 2000년대
1991년 아틀레치쿠 미네이루는 캄페오나투 미네이루에서 우승을 차지하며, 90년대의 출발을 좋게 시작하였다. 1992년 코파 CONMEBOL 첫 시즌에 참가하였고, 결승전에서 파라과이의 클루브 올림피아를 꺾고 구단 역사상 첫 대륙 대회 우승을 차지하였다. 1993년 코파 데 오로 결승전에도 올라섰으나, 아르헨티나의 보카 주니어스에게 패하고 준우승에 머물렀다. 1994년 캄페오나투 브라질레이루 세리이 A에서 4위를 기록하고, 이듬해 다시 코파 CONMEBOL에 진출하게 되었다. 아틀레치쿠 미네이루는 코파 CONMEBOL에서 다시 결승전에 올랐으며, 1차전에서 4-0으로 승리했음에도 2차전에서 0-4로 패배하여 승부차기 끝에 아르헨티나의 로사리오 센트랄에게 트로피를 양보해야 했다. 1996년 전국 리그에서 다시 4위를 기록하고, 1997년 코파 CONMEBOL에 세번째 도전장을 내밀었다. 결승전에서 아르헨티나의 CA 라누스를 꺾고 마침내 코파 CONMEBOL 우승 트로피를 손에 쥘 수 있었다. 1999년 캄페오나투 미네이루 우승 트로피를 추가하였으며, 세리이 A 결승전에도 다시 올랐으나 SC 코린치앙스 파울리스타에게 패배하며 준우승에 그쳤다. 그러나 이러한 영광의 역사의 뒤편에 구단 사무국의 불안정한 운영으로 채무에 시달리기 시작하였으며, 당시 브라질 축구단 중 가장 부채 수준이 심각한 구단으로 손꼽혔다.
2000년 아틀레치쿠 미네이루는 코파 리베르타도레스 8강, 코파 메르코수르 4강, 캄페오나투 브라질레이루 세리이 A 4강에 올라섰다. 이 후 두 시즌동안에도 상위권을 유지했으나, 2004 시즌에 겨우 강등을 모면할 수 있었다. 그러나 2005 시즌 구단은 역사상 최초로 캄페오나투 브라질레이루 세리이 B로 강등되었다. 강등 이후 레비르 쿨피 감독이 지휘봉을 잡았으며, 2006 시즌 세리이 B에서 우승하고 곧바로 세리이 A로의 복귀에 성공하였다. 그와 동시에 캄페오나투 미네이루에서도 우승하며 7년만의 주리그 우승 타이틀도 회복하였다. 2008년 구단의 부채 상황을 해결하기 위해 알레산드리 칼릴이 새로운 회장으로 추대되었다. 그러나 구단의 행정은 나아지는 것이 없었고, 사무국의 교체는 지속적으로 이루어졌다.

### 재기를 꿈꾸며: 2010년대 ~ 현재

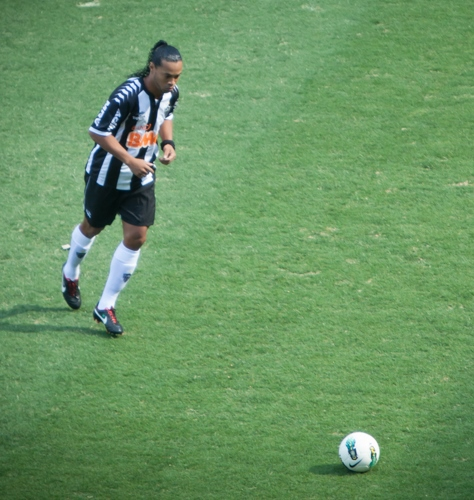
2012년 구단 재기 프로젝트의 일환으로 영입된 호나우지뉴.

2010년 캄페오나투 미네이루 40번째 트로피를 들어올렸으나, 캄페오나투 브라질레이루 세리이 A에서는 13위에 그쳤다. 2011 시즌에는 강등 위기까지 겪었으며, 구단은 상황을 타개하기 위해 쿠카 감독을 새로이 내정하였다. 2012년 미네이랑 경기장이 새단장을 하기 위해 비워야하는 상황에서, 이스타지우 인지핀덴시아로 다시 돌아갔다. 이 시기에 아틀레치쿠 미네이루는 재기에 총력을 기울였으며, 그 상징적인 영입이 호나우지뉴의 영입이었다. 호나우지뉴의 활약 하에 아틀레치쿠 미네이루는 세리이 A에서 2위를 기록하였고, 다음 시즌 코파 리베르타도레스에도 진출할 수 있게 되었다. 또한 2013 시즌을 앞두고 지에구 타르델리, 지우베르투 시우바를 재영입하였고, 조, 베르나르드, 호나우지뉴와 같은 브라질 최고의 선수들로 구성하여 코파 리베르타도레스 정복까지 노리기 시작하였다. 8강전 멕시코의 클루브 티후아나와의 경기에서 후반 추가시간에 페널티킥을 허용하여 탈락을 목전에 두고 있었으나, 골키퍼 빅토르의 선방으로 탈락을 모면하였다. 이 후 4강전에서는 아르헨티나의 뉴얼스 올드 보이스를 꺾고 결승전까지 진출하는 쾌거를 이루었다. 그러나 결승전에서 파라과이의 클루브 올림피아에게 승부차기로 패하여 준우승에 머물렀다. 2013년 FIFA 클럽 월드컵에서는 모로코의 라자 카사블랑카에게 패하여 결승전 진출에 실패하였고, 3~4위전에서 중국의 광저우 헝다만을 이기고 3위를 기록하였다.
2014 시즌을 앞두고 레비르 쿨피가 구단에 복귀하였고, 레코파 수다메리카나 결승전에서 아르헨티나의 CA 라누스를 꺾고 대회에서의 첫번째 우승을 달성하였다. 같은 해 코파 두 브라지우에서도 결승전에 올랐으며, 벨루오리존치를 공유하는 라이벌 크루제이루 EC를 만나 그들을 꺾고 첫 코파 두 브라지우 트로피를 드는 데에 성공하였다. 2015년 구단의 성공적인 행보는 계속되었고, 세리이 A 2위와 캄페오나투 미네이루 우승을 기록하였다. 2016년에는 세리이 A 4위, 미네이루 주 리그 2위, 코파 두 브라지우 2위를 기록하였다. 2017년에는 캄페오나투 미네이루에서 다시 우승하며, 구단 사무실에 44번째 미네이루 트로피를 추가하였다.

## 상징

### 앰블럼

아틀레치쿠 미네이루의 첫 앰블럼

1910년대에 구단의 첫 앰블럼이 디자인 되었으며, 구단 머릿글자의 약자인 "CAM"(Clube Atlético Mineiro)으로 간단한 모양새의 앰블럼이 디자인 되었다. 1922년 앰블럼 외곽에 방패모양의 테두리가 추가되었으며, 머릿글자 약자는 상단으로 올라갔다. 색은 검은색 바탕에 흰색 세로 줄무늬가 하단에 내려오는 형태로, 이 앰블럼은 현재까지 큰 틀에서 벗어나고 있지 않고 있다. 1971년 첫 캄페오나투 브라질레이루 세리이 A 우승 이후, 앰블럼 상단에 별을 달았다. 이 후 코파 두스 캄페옹이스 우승과 코파 CONMEBOL 우승으로 붉은 별이 추가된 적도 있으나, 1999년에 다시 제거되었다.

### 마스코트

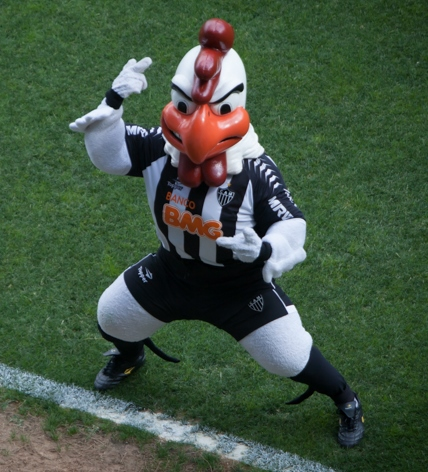
Galo Doido(미친 수탉)는 구단의 마스코트이다.

아틀레치쿠 미네이루의 마스코트는 미친 수탉(포르투갈어: Galo Doido)라 불리며, 브라질에서 가장 유명한 축구단 마스코트 중 하나이다. 1935년부터 1955년까지 구단에서 활약한 카풍가의 증언에 따르면, 구단의 별칭이 이렇게 된 이유는 구단의 상징색이 검정과 흰색이었기 때문이라 전해졌다. 1945년 브라질의 만화가 페르난두 피에루세치가 아틀레치쿠 미네이루의 마스코트를 디자인하기 위해 선택되었고, 그는 "싸움닭"같은 이미지를 부여하여 캐릭터를 디자인하였다.

## 수상

### 우승 경력

#### 대륙 대회
- 코파 리베르타도레스
  - 우승 (1회): 2013
- 코파 CONMEBOL
  - 우승 (2회): 1992, 1997
- 레코파 수다메리카나
  - 우승 (1회): 2014

#### 국내 대회
- 캄페오나투 브라질레이루 세리이 A
  - 우승 (1회): 1971
- 캄페오나투 브라질레이루 세리이 B
  - 우승 (1회): 2006
- 코파 두 브라지우
  - 우승 (1회): 2014
- 코파 두스 캄페옹이스 이스타두아이스
  - 우승 (1회): 1937
- 코파 두스 캄페옹이스 브라질레이루스
  - 우승 (1회): 1978

#### 주 대회
- 캄페오나투 미네이루
  - 우승 (44회): 1915, 1926, 1927, 1931, 1932, 1936, 1938, 1939, 1941, 1942, 1946, 1947, 1949, 1950, 1952, 1953, 1954, 1955, 1956, 1958, 1962, 1963, 1970, 1976, 1978, 1979, 1980, 1981, 1982, 1983, 1985, 1986, 1988, 1989, 1991, 1995, 1999, 2000, 2007, 2010, 2012, 2013, 2015, 2017
- 타사 미나스제라이스
  - 우승 (5회): 1975, 1976, 1979, 1986, 1987

## 선수 명단

### 현역
참고: FIFA 자격 규정에 따라 소속된 국가대표팀 국기를 표시합니다. 선수는 복수의 FIFA 비회원국 국적을 가지고 있을 수 있습니다.
| 번호 | 포지션 | 국적     | 이름                |
| ---- | ------ | -------- | ------------------- |
| 4    | DF     | 우루과이 | 마우리시오 레모스   |
| 7    | FW     |          | 헐크                |
| 11   | FW     |          | 에두아르도 바르가스 |
| 15   | MF     |          | 마티아스 사라초     |
| 21   | MF     |          | 로드리고 바타글리아 |
| 23   | MF     | 에콰도르 | 알란 프랑코         |

| 번호 | 포지션 | 국적     | 이름                |
| ---- | ------ | -------- | ------------------- |
| 26   | DF     |          | 렌조 사라비아       |
| 30   | FW     | 콜롬비아 | 브라히안 팔라시오스 |

## 역대 감독
| 감독                     | 임기        |
| ------------------------ | ----------- |
| 자이르 페헤이라          | 1989        |
| 아르투르 베르나르지스    | 1990        |
| 자이르 페헤이라          | 1991 ~ 1992 |
| 토니뉴 세레주            | 2005        |
| 치치                     | 2005        |
| 반데를레이 루솀부르구    | 2010        |
| 오즈와우두 지 올리베이라 | 2017 ~ 2018 |
| 호르헤 삼파올리          | 2020 ~ 2021 |
| 루이스 펠리피 스콜라리   | 2023 ~ 2024 |